# Lake San Marcos
Lake San Marcos is een plaats (census-designated place) in de Amerikaanse staat Californië, en valt bestuurlijk gezien onder San Diego County.

## Demografie
Bij de volkstelling in 2000 werd het aantal inwoners vastgesteld op 4138.

## Geografie
Volgens het United States Census Bureau beslaat de plaats een oppervlakte van
5,1 km², waarvan 4,7 km² land en 0,4 km² water.

## Plaatsen in de nabije omgeving
De onderstaande figuur toont nabijgelegen plaatsen in een straal van 16 km rond Lake San Marcos.